# Litoral Rio Transportes
Litoral Rio Transportes foi uma empresa brasileira de transporte coletivo urbano da cidade do Rio de Janeiro. Foi uma concessionária municipal, sendo filiada à Rio Ônibus.
Em 1991, a Viação Redentor começou um processo de cisão, da qual resultou as empresas Transportes Barra, Transportes Futuro e a Litoral Rio, sendo esta a segunda a ser criada, em 1994.
Em 1998 inovou com a Transportes Futuro trazendo grandes quantidades de Marcopolo Torino GV montado sob chassi Volvo B10M Eco Intercooler. As primeiras unidades sem ar condicionado estrearam na linha 600 - Saens Peña X Taquara, já no final de 1998 veio mais unidades agora com ar condicionado estreando na linha 701 - Madureira X Alvorada que durou até o ano 2000 sendo todos remanejados para a linha 240 - Praça XV X Cidade de Deus. Algumas unidades foram remanejadas em 2001 para serem operadas pela Viação Redentor, iniciando um serviço c/ar pra linha 268.
A empresa tinha administração própria e não pertencia mais ao Grupo Redentor desde agosto de 2003. Sua sede era localizada no bairro Gardênia Azul, no município do Rio de Janeiro/RJ.
Era operante nas áreas da Barra da Tijuca, Recreio dos Bandeirantes, Jacarepaguá, Centro, Grande Tijuca, Grande Méier e Madureira.
Após a padronização imposta pelo poder público municipal em 2010, deixou suas cores originais e adotou as cores do Consórcio Transcarioca. A linha 692 foi transferida para a Redentor em 17 de julho de 2012.
Com a criação do BRT Transcarioca, a empresa criou a Translitoral (E22XXXC) para operar linhas do corredor expresso.
Recentemente, a Translitoral vinha adquirindo novos carros urbanos (Marcopolo Geração 2014) com ar, com pintura do Consórcio Transcarioca e fazendo linhas como a 611 (Del Castilho - Camorim), 380 (Curicica - Candelária - via Linha Amarela), e SV390 (Curicica - Candelária - via Pau-ferro e Av. Menezes Côrtes).
Devido a dificuldades financeiras, encerrou suas operações no dia 22 de maio de 2018, repassando todas as suas linhas às empresas do consórcio Transcarioca, do qual a mesma fazia parte. No mesmo período, a Translitoral também encerrou suas atividades, devido dificuldades financeiras.